# Polizeiruf 110: Die Mutter von Monte Carlo
Die Mutter von Monte Carlo ist ein Kriminalfilm des HR von Titus Selge aus dem Jahr 2006 und erschien als 273. Folge der Filmreihe Polizeiruf 110. Es ist für den Ermittler Thomas Keller (Jan-Gregor Kremp) der zweite Fall, den er zu lösen hat.

## Handlung
Kantor Paul Bertram ist eines Nachts auf dem Rückweg vom Spielcasino und überfährt bei regennasser Fahrbahn aus Versehen eine Frau. Aus Angst meldet er den Unfall nicht, sondern besticht den Bestatter Teske die Leiche zu entsorgen, die er sich selber nicht noch einmal ansehen will. Per Zufall stößt Kommissar Keller, der sich gut in Bad Homburg eingelebt hat, auf den Vermisstenfall. Ausgerechnet die Mutter eines alten Schulfreundes, der mit 17 bei einem bei einem tragischen Unglück gestorben war, ist plötzlich verschwunden. Da sie gerade den Jackpot des Casinos geknackt hatte, liegt ein Verbrechen nahe. Daher fällt ein erster Verdacht auf Edgar Dobler. Der ist zwar ein Ex-Polizist, arbeitet aber jetzt im Casino und hatte die alte Dame nach Hause begleitet.
Keller muss aber konkrete Beweise finden, deshalb sucht er im Zimmer der Vermissten nach Hinweisen. Er findet bei den Kontoauszügen regelmäßige Überweisungen an seinen alten Schulfreund Paul Bertram. Der gibt an das Geld bekommen zu haben, weil sie ihn auch immer wie einen Sohn angesehen hatte. Er spricht ihn auch darauf an, dass er gerade seinen Wagen hat verschrotten lassen und so gesteht er ihm den Unfall in der Nacht. Bertram ist sich sicher, dass die Frau bereits tot war, als sein Wagen sie erfasste.
Merkwürdigerweise wird in einem Gewässer die Leiche der gesuchten alten Dame in einem Rollstuhl sitzend gefunden. Sie wurde jedoch erwürgt und nicht überfahren. Keller weiß nicht, was er davon halten soll. Wer war dann die Frau, die Bertram überfahren hatte?
Keller sucht weiterhin auch nach Beweisen gegen Edgar Dobler und erkundigt sich in Frankfurt nach dessen polizeilicher Vergangenheit. Er trifft sich mit Kriminalhauptkommissar Friedrich Dellwo, der ihm von dem Einsatz berichte, bei dem sein Partner seinerzeit ums Leben kam. Dieser Partner war Frank N. Stein, der Vater seiner Freundin Sophie. Es gibt eine Videoaufzeichnung einer Überwachungskamera, wonach ersichtlich ist, dass er gar nicht versucht hatte seinem Partner zu helfen. Als Sophie das herausfindet, will sie Dobler zur Rede stellen und in dieser Situation gesteht er ihr die alte Dame wegen des vielen Geldes erdrosselt zu haben.
Zur Identität der von Bertram überfahrenen Frau stellt sich heraus, dass dies seine eigene Tochter aus erster Ehe war. Nachdem ihre Mutter Selbstmord begangen hatte und ihr Vater eine neue Frau nahm, verließ sie die Familie und hasste ihren Vater dafür. Anhand ihrer Tagebuchaufzeichnung steht fest, dass sie sich ganz bewusst Bertram vor das Auto geworfen hatte, um ihn zu bestrafen. Sie hatte herausgefunden, dass sie die Tochter des damals umgekommenen Peter Karlow ist, an dessen Unfall Bertram nicht ganz unschuldig war.

## Hintergrund
Jörg Schüttauf hat in seiner Rolle als Kriminalkommissar Fritz Dellwo in Frankfurt einen Gastauftritt.

## Kritik
Die Kritiker der Fernsehzeitschrift TV Spielfilm gaben für diesen Polizeiruf nur eine mittelmäßige Wertung: „Zu überfrachtet die Story, zu gewollt die Gags, zu penetrant das Panoptikum schräger Figuren – weniger wäre mehr gewesen.“ Dadurch wird das Zuschauen eine „anstrengende Suche nach Motiven und Sinn.“